# Horisme testaceata
Horisme testaceata là một loài bướm đêm trong họ Geometridae.